# Fiat G.50
Fiat G.50 Freccia byl italský jednomotorový stíhací letoun z druhé poloviny 30. let 20. století. Tento nikterak elegantní stroj, neoslňující výkony ani kariérou, byl významný pro Regia Aeronautica zejména proto, že byl jeho prvním celokovovým jednoplošníkem se zatahovacím podvozkem.

## Vývoj
Prototyp letounu Fiat G.50 vzlétl 26. února roku 1937 a vzbudil docela velkou pozornost. I přes některé nedostatky byla v září 1937 objednána první série 45 kusů dodaná na začátku roku 1938. I když docházelo k postupnému odstraňování závad a nedostatků, stroj měl malý dolet a slabou výzbroj, kromě toho i zavřenou kabinu. Italští piloti však preferovali kabinu otevřenou. Proto byl Fiat G.50 modernizován lepšími navigačními přístroji, modifikovanou nosnou konstrukcí a zvětšeným objemem palivových nádrží. Vznikl tak typ Fiat G.50Bis zalétaný v září 1940, jehož produkce dosáhla počtu 421 kusů. Patřil sice k tomu lepšímu, co italské letectvo mělo ve výzbroji, ale jeho bojová hodnota nebyla nikterak valná.
Na základě neozbrojené cvičné dvoumístné verze G.50B vznikl v jediném prototypu dvoumístný palubní stíhací letoun G.50Bis/A, vyzbrojený čtveřicí kulometů ráže 12,7 mm a závěsníky pro dvě pumy.
Další prototypy G.50ter (A.76 RC40S), G.50V (Daimler-Benz DB 601A), G.51 a G.52 vznikly jako zkušební stroje pro testování rozdílných importovaných typů řadových motorů z Německa, nebo jim odpovídajících italských licenčních pohonných jednotek.
Celkem bylo vyrobeno 677 kusů jednomístných stíhaček a 108 kusů dvoumístné verze G.50B.

## Bojové užití

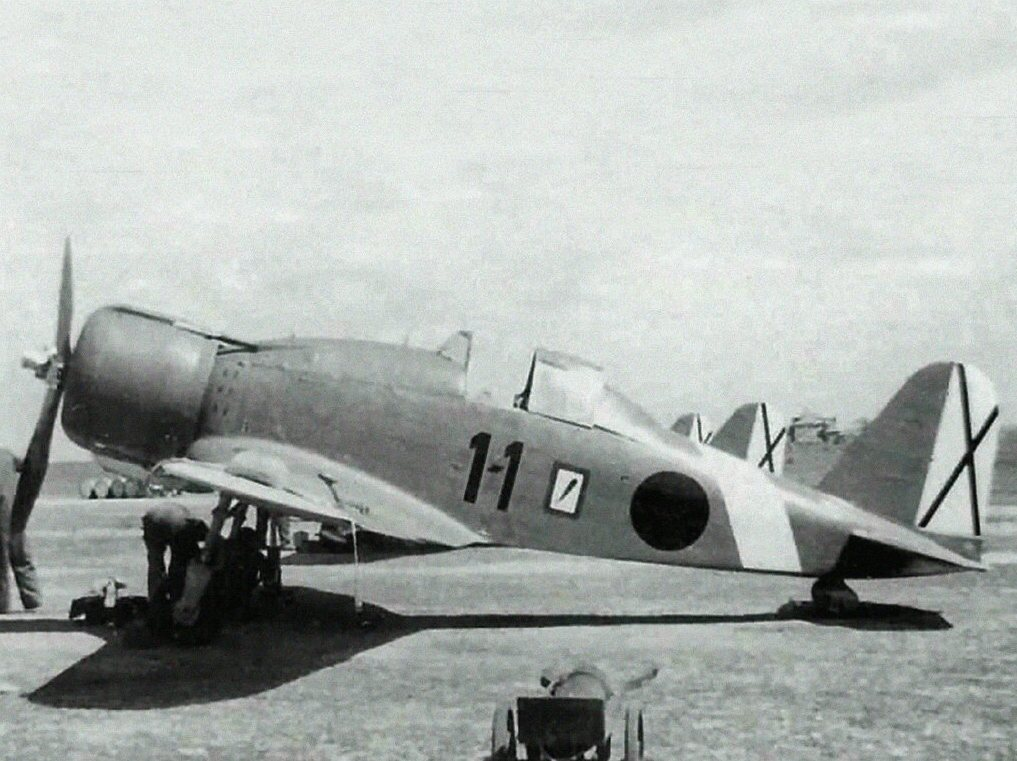
Fiat G.50 I. série (M.M.3576), pilot major Mario Bonzano, Aviazione Legionaria, letiště Escalona, Španělsko, leden 1939

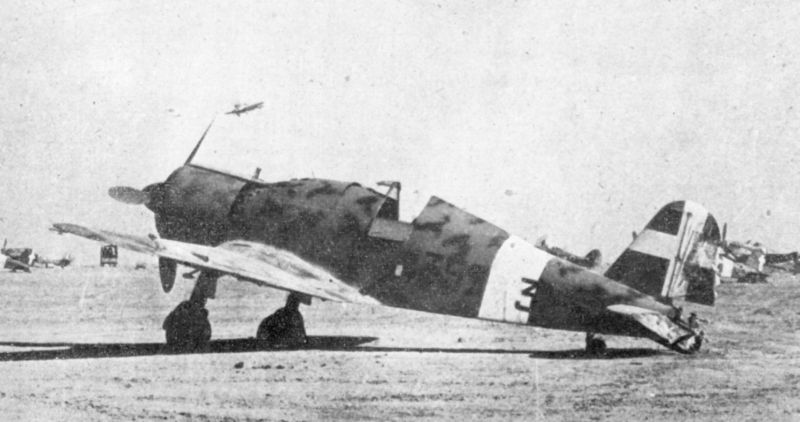
Italský Fiat G.50 ukořistěný Royal Air Force v severní Africe

V srpnu 1940 nabídl Benito Mussolini vyslání jednotek Regia Aeronautica k podpoře Luftwaffe v bitvě o Británii. Dne 10. září 1940 proto vznikl Italský letecký sbor (CAI). Jeho součástí byla také jednotka 20° Gruppo tvořená letouny Fiat G.50, spadající pod 56° Stormo, jejímž velitelem byl tenente colonnello pilota Umberto Chiesa. Tento útvar původně sídlil na základně Ciampino Sud poblíž Říma, kde spadal do podřízenosti 51° Stormo. Od podzimu 1938 začal být jako první v celé Regia Aeronautica přezbrojován z letounů Fiat CR.32 na stíhací stroje Fiat G.50.
Koncem roku 1938 vzniklo z pilotů 20° Gruppo experimentální Reparto Sperimentale Caccia. V lednu 1939 se jeho 12 letounů Fiat G.50 a 14 pilotů přesunulo do Španělska, aby zde v praxi otestovali nové letouny v bojích Španělské občanské války. Velitelem celé skupiny byl maggiore pilota Mario Bonzano. Po čtyřměsíčním nasazení se v květnu téhož roku piloti vrátili do Itálie, jejich Freccie však byly ponechány ve Španělsku.
Při vstupu Itálie do války měla Regia Aeronautica ve stavu celkem 118 G.50, z nichž 89 bylo u jednotek, samotná 20° Gruppo pak operovala s pětadvaceti stroji.
K nasazení proti Velké Británii odstartovala 20° Gruppo z mateřské základny Ciampino 22. září 1940. Velitelem útvaru byl španělský veterán M. Bonzano, kterému podléhaly 351 Squadriglia pod velením capitano pilota Gino Callieriho, 352 Squadriglia (capitano pilota Luigi Borgogno) a 353 Squadriglia (capitano pilota Riccardo Roveda). K tomuto datu již měla 20° Gruppo na stavu 45 letounů Fiat G.50, které se za doprovodu šesti Caproni Ca.133 přemístily nejprve na letiště Treviso, 6. října na letiště Bolzano a 17. října do Neubibergu v Bavorsku. O den později následoval přelet do Frankfurtu nad Mohanem a 19. října skupina přistála na cílové operační základně Maldegem v Belgii. Již během přistání byl ztracen první G.50, který se v rozbahněném terénu převrátil na záda a dále sloužil jako zdroj náhradních dílů.

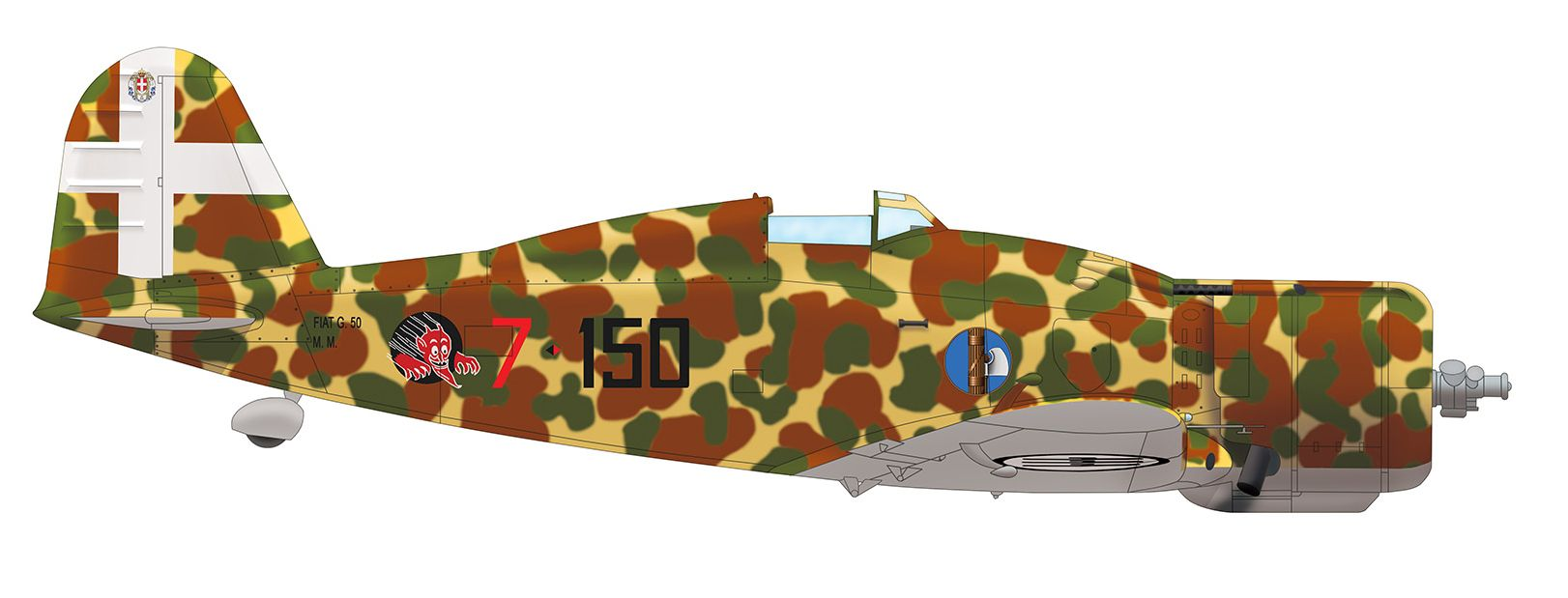
Fiat G.50 Freccia neznámého sériového čísla ze stavu 150a Squadriglie, 2° Gruppo CT působil v této podobě v říjnu 1940 z italského letiště Grottaglie

Nasazení stíhaček Fiat G.50 Freccia v západní Evropě v rámci Corpo Aereo Italiano nebylo nijak slavné, lépe si letouny vedly proti řeckému letectvu, které mělo zastaralé stroje. Poměrně obstojně si vedly i v první fázi bojů v severní Africe.

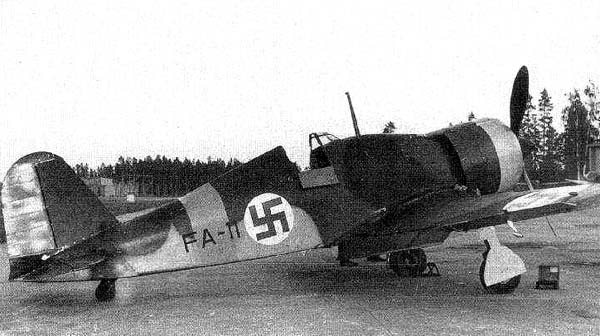
Fiat G.50 finského letectva

Největším zahraničním uživatelem bylo Finsko, které je používalo s úspěchy v Zimní válce proti SSSR. S prototypem nového italského stíhacího letounu se představitelé finského Ilmavoimatu seznámili na milánském aerosalonu v roce 1937. O rok později byly zahájeny rozhovory o dodávce 25 kusů. Finové se s novým strojem blíže seznámili na podzim 1939 na letišti Guidonia, kde prováděli jeho testy. V jejich průběhu res.vänr. Harmaja dosáhl během střemhlavého letu rychlosti 830 km/h, přestože konstrukční maximální rychlost činila pouze 730 km/h.
První dodávka byla vypravena v listopadu 1939 přes Německo do Švédska, kde se měly G.50 smontovat a poté přelétnout do Finska. Během transportu však vypukla Zimní válka. Hitlerovské Německo po sovětském protestu propustilo přes své území pouze dva stroje, a proto se další exempláře na místo určení dostaly přes Švýcarsko do Amsterdamu a poté lodí do Švédska. Mezitím se zpožděná dodávka rozšířila na 35 strojů, z nichž první dva finové převzali na konci roku 1939. Zbytek Fiatů byl dodán až v průběhu února 1940. Značnou část dodávky tvořily letouny 1. série s prosklenou kabinou pilota. 26. ledna 1940 byla série rozkazem označena FA-1 až FA-35, stroje FA-7 a FA-8 byly ztraceny již během přeletu.

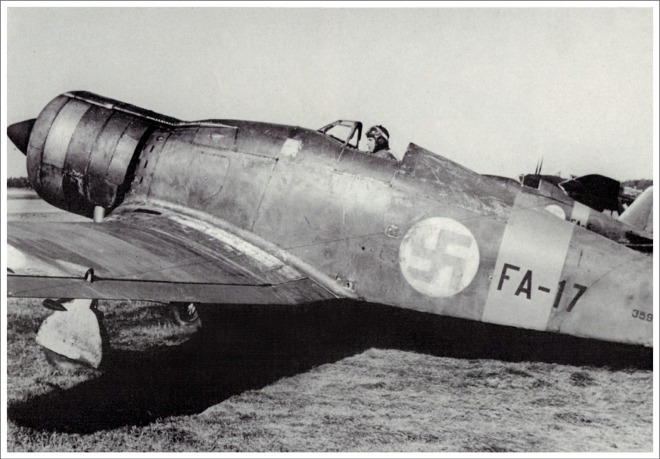
Fiat G.50 (FA-17), Ilmavoimat

Novými letouny byla ihned přezbrojována stíhací jednotka LeLv.26, s nimiž 26. února 1940 poprvé zasáhla do boje. V tento den otevřel skóre G.50 ve Finsku ltn. Puhakka sestřelem sovětského letounu Polikarpov I-16. Do konce konfliktu 13. března 1940 sestřelil útvar LeLv. 26 11 nepřátelských strojů při ztrátě jediného G.50. Byl jím FA-12 dne 27. února 1940, pilot ltn. E. Mamiva zahynul. Finští letci si tyto stroje moc neoblíbili, protože byly citlivé na klima severního válčiště.
V krátkém čase příměří se Finové snažili alespoň některé nedostatky odstranit. Do Fiatů byla instalována nová palivová nádrž o objemu 135 l, motor byl vybaven elektrickým systémem ohřevu a stroje 1. série dostaly otevřený kokpit. Vrtule byly modifikovány po vzoru švédských letounů Fiat CR.42 a některé G.50 prošly úpravou směrovky, která dostala rohové vyvážení.
Nové boje pro finské G.50 začaly 25. června 1941, kdy šest Fiatů sestřelilo 12 z 15 sovětských SB-2, útočící na letiště LeLv. 26. V tomto čase měla jednotka 26 operačně schopných strojů ve třech letkách. 4. července pak napadla čtveřice G.50 skupinu SB-2 u Pyhäselkä. Po této finské akci muselo VVS RKKA odepsat čtyři SB-2, které si na své konto připsal vääp.Oiva Tuominen na FA-3, zacož byl dekorován Mannerheimovým křížem. Do října 1942 dosáhl na G.50 celkem 23 ze svých 44 sestřelů.
LeLv. 26 používala Fiaty do 27. června 1944, kdy byl poslední G.50 předán cvičné jednotce T-LLv. 35. Do tohoto data dosáhli piloti Lentolaivue 26 v Pokračovací válce na G.50 88 sestřelů při ztrátě tří Fiatů v leteckém boji (FA-3 8. července 1942, FA-17 1. července 1943 a FA-24 12. srpna 1941). Po vyřazení Fiatů používala LeLv. 26 nadále stroje Brewster F2A Buffalo (B-239).
Posledních sedm G.50 bylo ze stavu finského letectva vyškrtnuto 2. ledna 1950.
G.50 používalo i chorvatské letectvo u jednotek 1., 12. a 21. Lovacko Jato, u německé Luftwaffe pak sloužily v jednotkách JG 107 a 3./JG 108.

## Specifikace

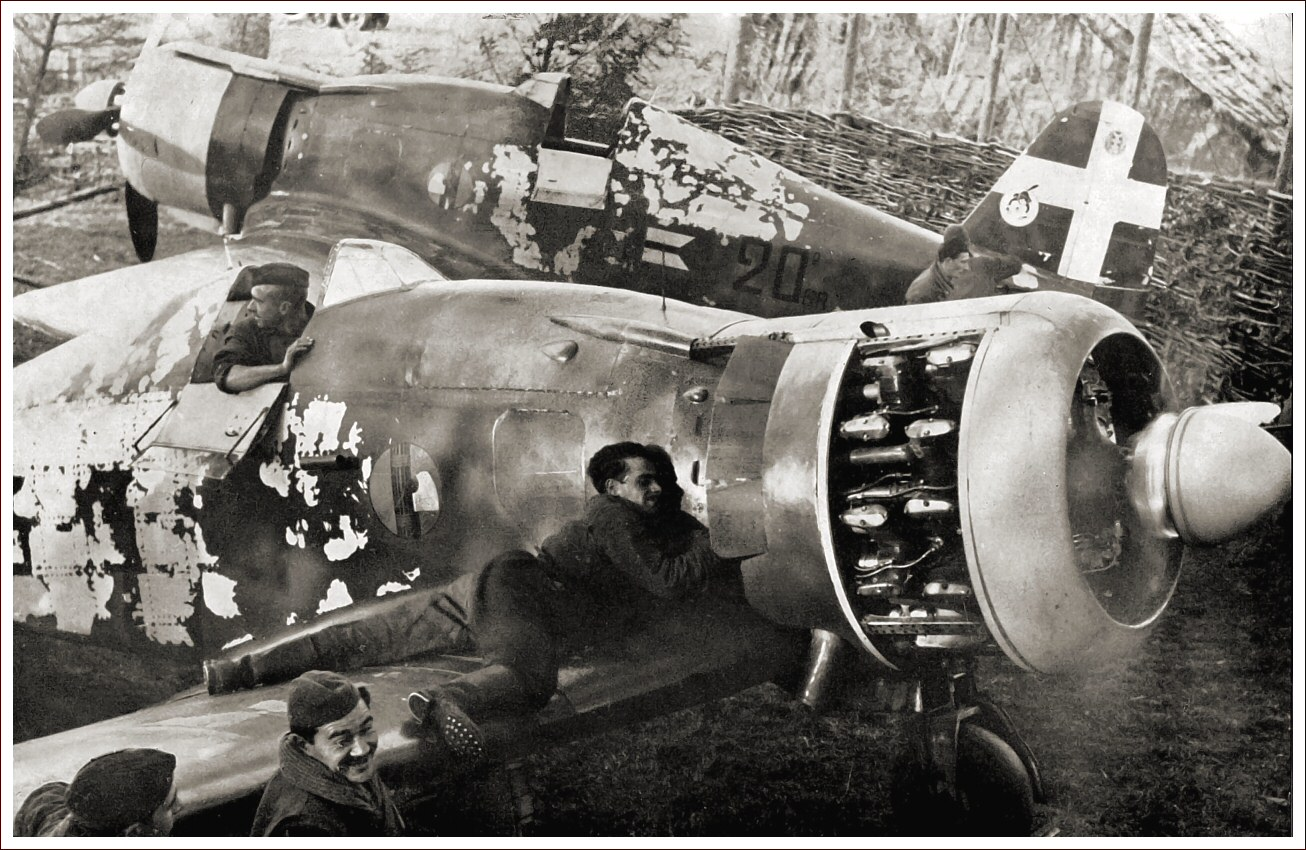
Fiat G.50, Corpo Aero Italiano, 20° Gruppo Caccia Terrestre, 56° Stormo, Belgie, 1940

### Technická data
- Osádka: 1 (pilot)
- Rozpětí: 12,38 m
- Délka: 8,29 m
- Výška: 2,96 m
- Nosná plocha: 21,00 m²
- Hmotnost prázdného letounu: 2318 kg
- Vzletová hmotnost: 3340 kg
- Pohonná jednotka: 1 × čtrnáctiválcový dvojhvězdicový motor Fiat A.74 RC-38

### Výkony
- Maximální rychlost: 423 km/h
- Dolet: 1000 km

### Výzbroj
- 2× synchronizovaný kulomet Breda-Safat ráže 12,7 mm